# 6 Horas de Zhuhai
Las 6 Horas de Zhuhai es una carrera de resistencia de autos deportivos celebrada en el Circuito Internacional de Zhuhai en Zhuhai, Guangdong, China. La carrera se celebró por primera vez en 1994 en un circuito callejero como una ronda de la BPR Global GT Series. Se celebró 7 veces en 14 años en BPR y el Campeonato FIA GT, y revivió en 2010 bajo el Intercontinental Le Mans Cup.

## Resultados
| Año                              | Ganador(es)                                   | Equipo                       | Auto                         | Distancia/Duración           | Título de la carrera                       | Campeonato                          |
| Circuito callejero de Zhuhai     | Circuito callejero de Zhuhai                  | Circuito callejero de Zhuhai | Circuito callejero de Zhuhai | Circuito callejero de Zhuhai | Circuito callejero de Zhuhai               | Circuito callejero de Zhuhai        |
| -------------------------------- | --------------------------------------------- | ---------------------------- | ---------------------------- | ---------------------------- | ------------------------------------------ | ----------------------------------- |
| 1994                             | Bob Wollek Jean-Pierre Jarier Jacques Laffite | Larbre Compétition           | Porsche 911 Turbo S LM       | 3 hours                      | 3 Hours of Zhuhai                          | BPR Global GT Series                |
| 1995                             | Andy Wallace Olivier Grouillard               | Mach One Racing              | McLaren F1 GTR               | 3 hours                      | Shell Zhuhai International Race            | BPR Global GT Series                |
| Circuito Internacional de Zhuhai |                                               |                              |                              |                              |                                            |                                     |
| 1996                             | Emmanuel Collard Ralf Kelleners               | Porsche AG                   | Porsche 911 GT1              | 4 hours                      | 4 Hours of Zhuhai                          | BPR Global GT Series                |
| 1997                             | John Greasley Geoff Lister Magnus Wallinder   | G-Force/Strandell            | Porsche 911 GT1              | 3 hours                      | Zhuhai - Marlboro Global Endurance GT Race | No puntuable para ningún campeonato |
| 1998: No se disputó.             |                                               |                              |                              |                              |                                            |                                     |
| 1999                             | Karl Wendlinger Olivier Beretta               | Viper Team Oreca             | Chrysler Viper GTS-R         | 3 hours                      | Zhuhai 500 Kilometres                      | FIA GT Championship                 |
| 2000–2003: No se disputó.        |                                               |                              |                              |                              |                                            |                                     |
| 2004                             | Mika Salo Andrea Bertolini                    | AF Corse                     | Maserati MC12                | 3 hours                      | LG Super Racing Weekend Zhuhai             | FIA GT Championship                 |
| 2005                             | Anthony Kumpen Bert Longin Mike Hezemans      | GLPK-Carsport                | Chevrolet Corvette C5-R      | 3 hours                      | Zhuhai Supercar 500                        | FIA GT Championship                 |
| 2006: No se disputó.             |                                               |                              |                              |                              |                                            |                                     |
| 2007                             | Christophe Bouchut Stefan Mücke               | All-Inkl.com Racing          | Lamborghini Murciélago R-GT  | 2 horas                      | Zhuhai 2 Hours                             | FIA GT Championship                 |
| 2008-2009: No se disputó.        |                                               |                              |                              |                              |                                            |                                     |
| 2010                             | Franck Montagny Stéphane Sarrazin             | Peugeot Sport Total          | Peugeot 908 HDi FAP          | 1000 km (621,4 mi)           | 1000 Kilometres of Zhuhai                  | Intercontinental Le Mans Cup        |
| 2011                             | Sébastien Bourdais Anthony Davidson           | Peugeot Sport Total          | Peugeot 908                  | 6 horas                      | 6 Horas de Zhuhai                          | Intercontinental Le Mans Cup        |

- Datos: Q2818079